# 艾伦·艾伦
艾伦·艾伦（英語：Alan Alan，1926年11月—2014年7月4日），原名艾伦·拉比诺维茨（Alan Rabinowitz），是一名英国脱逃术专家、魔术师。他因直线夹克特技中的表演而闻名于世。他曾经在一个燃烧的卡车表演逃生，并险些丢掉性命。他曾经出演过大量魔术表演，包括《大卫·科波菲尔的魔术》。